# Pieczęć stanowa Kansas

Pieczęć stanowa Kansas

Trzydzieści cztery gwiazdy oznaczają, że Kansas był trzydziestym czwartym stanem przyjętym do Unii. Nad nimi widnieje stanowa dewiza Przez trudności do gwiazd. Oracz symbolizuje rolnictwo stanowiące podstawę przyszłego dobrobytu, a parowiec jest symbolem handlu. Przeszłość stanu przedstawia chata osadnika, wozy ciągnące przez prerię na zachód oraz stado uciekających bizonów i ścigający je Indianie na koniach.